# Кетелін Предою
Кетелін Маріан Предою (рум. Cătălin Marian Predoiu; нар. 27 серпня 1968, Бузеу) — румунський політик та юрист, що був тимчасовим прем'єр-міністром Румунії після відставки Еміля Бок з 6 до 9 лютого 2012, з 12 червня по 15 червня 2023 року, після відставки Ніколає Чука та з 6 травня 2025 року  по 23 червня 2025 року, після відставки Марчела Чолаку.
До цього він тричі обіймав посаду міністра юстиції: у 2008—2012, 2019—2020 та 2021—2023 роках.

## Біографія
Кетелін Предою закінчив юридичний факультет Бухарестського університету в 1991 році. У 1994 році він завершив програму навчання в галузі комерційного права в Кані у Франції. У період з 1994 по 2007 рік він викладав комерційне право як лектор у Бухарестському університеті. Предою опублікував кілька статей і досліджень про комерційне право і отримав приз від Румунської академії як співавтор юридичного трактату.
Предою є асоційованим адвокатом в юридичної компанії ZRP з 2005 року. Він є комерційним і корпоративним юристом управління, що має ступінь доктора філософії у комерційних банках. З 2003 року він є членом ради Бухарестської колегії адвокатів.
З 1 жовтня до 23 грудня 2009 займав посаду міністра закордонних справ.
У 2013 році Предою став членом Демократичної ліберальної партії.